# Атлетика Понте Прета
Понте Прета (на португалски: Associação Atlética Ponte Preta, Асосиасао Атлетика Понте Прета) е бразилски футболен отбор създаден в Кампинас, Сао Пауло. Цветовете на отбора са черно и бяло, а емблемата представлява женска маймуна.
Кръвен враг на отбора е клуба от същия град Гуарани.

## История
Тимът е основан на 11 август, 1900 г. от студентите Мигел до Кармо, Луиш Гарибалди Бурги и Антонио де Оливейра. Името на отбора идва от един черно боядисан дървен мост, който се е намирал близо до родното място на клуба. Понте Прета се превежда като „Черен мост“. Първия президент на тима е Педро Виейра да Силва.

## Стадион
Родния стадион на бразилския отбор се нарича Ещадио Мойзеш Лукарели и има капацитет от 20 080 зрители. Стадионът е построен на 12 септември, 1948 г. и по това време е третият по големина стадион в Бразилия. Рекордът по зрители е поставен на 17 август, 1970 г., когато на мач срещу Сантош се събират 33 500 души.

## Факти
- Понте Прета е един от най-старите футболни клубове в Бразилия.
- Последния мач на Пеле в Бразилия е срещу Понте Прета, спечелен от Сантош с 2:0.
- Съществува норвежки отбор по футзал, който носи същото име.

## Известни футболисти
- Бруниньо
- Дика
- Роналдео
- Руи Рей
- Валдир Переш
- Минейро
- Луиш Фабиано